# 雅克·迪克斯米耶
雅克·迪克斯米耶（法語：Jacques Dixmier；1924年5月24日—）是一名法國數學家，同時也是尼古拉·布尔巴基协会會員。

## 生平
雅克·迪克斯米耶出生於奥弗涅-罗讷-阿尔卑斯大区卢瓦尔省圣艾蒂安，1942年就學於巴黎高等師範學院，1944年獲得數學聚合競賽（法語：Agrégation de mathématiques）第一名，並於1946年加入法國國家科學研究中心，1949年在數學家讓-皮埃爾·塞爾及皮埃尔·萨米埃尔（法語：Pierre Samuel）的邀約下，加入尼古拉斯·布爾巴基數學協會。
雅克·迪克斯米耶後來在土魯斯大學及勃艮第大學任教，退休後仍在法國高等科學研究所繼續工作五年，同時也是巴黎第六大學榮譽教授。

### 著名學生
雅克·迪克斯米耶是算子代數理論（法語：Algèbre d'opérateurs）領域的研究者，門下著名的學生有：
- 阿蘭·科納
- 米歇尔·布里翁（法語：Michel Brion）
- 妮科尔·贝林纳（法語：Nicole Berline）
- 米歇尔·迪弗洛（法語：Michel Duflo）
- 阿兰·吉沙尔代（法語：Alain Guichardet）
- 米谢勒·韦尔涅（法語：Michèle Vergne）

### 著作
他寫過兩部科幻小說：
- 1993年：眾神的黎明（法語：L'Aurore des dieux）
- 1995年：第七次存款（法語：Le Septième arrhe）

另外，他也與达尼耶·谢罗（法語：Danye Chéreau）和阿蘭·科納合著兩部小說：
- 2013年：量子劇院（法語：Le Théâtre Quantique）[3]
- 2018年：阿塔卡馬幽靈（法語：Le Spectre d'Atacama）[4]

雅克·迪克斯米耶的艾狄胥數是1。

## 獲獎
- 法國科學院國家獎
- 法國科學院安培電力獎
- 美國數學學會勒羅伊·斯蒂爾獎
- 法國科學院埃米爾-皮卡德獎章